# Эшмуродов, Умар Юсуфович
Умарбек Юсуф огли Эшмуродов (узб. Umarbek Yusuf oʻgʻli Eshmurodov, 30 ноября 1992 года, Касан, Кашкадарьинская область, Узбекистан) — узбекистанский футболист, защитник сборной Узбекистана и малайзийского клуба «Селангор».

## Карьера
Умарбек Эшмуродов начал заниматься футболом в колледже олимпийского резерва в Карши. Затем перешел в школу про футбольном клубе «Шуртан». С 2012 года выступал за молодежную команду. Начал привлекаться к основной команде со второй половины сезона 2013 года. С 2014 года — основной игрок клуба, который не покинул, несмотря на вылет команды во второй дивизион. Уже в 2015 году вернулся с «Шуртаном» в высшую лигу. Выступал за команду до 2017 года. Летом того же года футболист перешел в «Насаф». Стал одним из лидеров команды, а позже получил капитанскую повязку. В 2020 году появилась информация о переходе Эшмуродова в «Пахтакор». Однако фактически защитник не покинул «Насаф», так как сначала был отдан каршинцам в аренду на год, а по ее окончании по согласованию с «Пахтакором» Эшмуродов вернулся в «Насаф» в качестве свободного агента. По возвращении у каршинцев началась успешная полоса. За несколько сезонов команда трижды брала Кубок и один раз Суперкубок Узбекистана, доходила до финала Кубка АФК, дважды выходила из группы в Лиге чемпионов АФК. Все эти годы Эшмуродов носил капитанскую повязку.
В конце 2023 года контракт с «Насафом» истек, и Эшмуродову поступило предложение от одного из самых популярных клубов Малайзии «Селангор». 31-летний футболист впервые в своей карьере принял предложение иностранного клуба.

## Сборная
За национальную команду Узбекистана Эшмуродов дебютировал лишь в 2020 году в возрасте 27 лет. Первый матч, в котором он появился в футболке сборной — товарищеская встреча с Беларусью (0:1) 23 февраля. Умарбек вышел в основе и был заменен Вадимом Абрамовым в перерыве. В следующий раз Эшмуродов был вызван Абрамовым в сборную лишь спустя почти полтора года — в июне 2021 года на матч отбора чемпионата мира-2022 против Сингапура (5:0). Умар отыграл матч целиком С января 2022 года при Сречко Катанеце выступает за сборную регулярно. В частности, на Кубке Азии-2023 Эшмуродов отыграл все 5 матчей сборной Узбекистана без замен.

## Достижения

### «Пахтакор»
- Чемпион Узбекистана: 2020
- Обладатель Кубка Узбекистана: 2020

### «Насаф»
- Обладатель Кубка Узбекистана (3): 2021, 2022, 2023
- Обладатель Суперкубка Узбекистана: 2023

### Личные
- Узбекистон ифтихори (6 июня 2025 года) — за большой вклад в развитие и широкую популяризацию спорта в нашей стране, утверждение здорового образа жизни в обществе, проявленные истинное мужество и стойкость, образец высокого профессионализма и целеустремленности в отборочных турнирах среди сильнейших команд Азии по футболу и впервые в истории нашей Родины завоевание путёвки на чемпионат мира, ставшее большой победой, активное участие в деле приумножения славы Нового Узбекистана в мировом масштабе, воспитания молодого поколения в духе любви к Родине, национальной гордости и патриотизма[10]